# Heteronyx granulatus
Heteronyx granulatus är en skalbaggsart som beskrevs av Blackburn 1910. Heteronyx granulatus ingår i släktet Heteronyx och familjen Melolonthidae. Inga underarter finns listade i Catalogue of Life.